# Into the Fire (Zvezdna vrata SG-1)
Into the Fire je naslov epizode znanstveno-fantastične serije Zvezdna vrata, v kateri so Carterjeva, Daniel in O'Neill še vedno ujeti na Hathorinem planetu. Carterjeva in Daniel lahko samo nemočno opazujeta, kako Hathor v O'Neilla vstavi parazitskega Goa'ulda. General Hammond je zaskrbljen, zato za ekipo SG-1 pošlje polkovnika Makepeacea s šestimi ekipami. Žal se misija ne konča uspešno, zato se Hammond odloči, da bo reševalno nalogo izpeljal sam.